# 7-й отдельный огнемётный батальон
7-й отдельный огнемётный батальон  — войсковая часть вооружённых сил СССР в Великой Отечественной войне. За время войны существовало два формирования батальона.

## История
Батальон сформирован 05.09.1943 года на базе 63-й и 64-й отдельных огнемётных рот
В составе действующей армии с 05.09.1943 по 15.11.1944 и с 05.03.1945 по 09.05.1945
На вооружении батальона находились фугасные огнемёты ФОГ-3
Вероятно сформирован в 7-й армии, по крайней мере с января 1944 находился на Свирском оборонительном рубеже.
С 21.06.1944 года принимает участие в Свирско-Петрозаводской операции, после выхода Финляндии из войны в ноябре 1944 года отведён в резерв.
В феврале 1945 года переправлен в Венгрию, где принял участие сначала в Балатонской оборонительной операции, затем в Венской наступательной операции.

## Полное наименование
- 7-й отдельный огнемётный ордена Красной Звезды батальон.

## Подчинение
До 01.01.1944 - данных нет
| Дата            | Фронт (округ)        | Армия                 | Корпус | Дивизия | Бригада | Примечания |
| --------------- | -------------------- | --------------------- | ------ | ------- | ------- | ---------- |
| 01.01.1944 года | -                    | 7-я отдельная армия   | -      | -       | -       | -          |
| 01.02.1944 года | -                    | 7-я отдельная армия   | -      | -       | -       | -          |
| 01.03.1944 года | Карельский фронт     | 7-я армия             | -      | -       | -       | -          |
| 01.04.1944 года | Карельский фронт     | 7-я армия             | -      | -       | -       | -          |
| 01.05.1944 года | Карельский фронт     | 7-я армия             | -      | -       | -       | -          |
| 01.06.1944 года | Карельский фронт     | 7-я армия             | -      | -       | -       | -          |
| 01.07.1944 года | Карельский фронт     | 7-я армия             | -      | -       | -       | -          |
| 01.08.1944 года | Карельский фронт     | 7-я армия             | -      | -       | -       | -          |
| 01.09.1944 года | Карельский фронт     | 7-я армия             | -      | -       | -       | -          |
| 01.10.1944 года | Карельский фронт     | 7-я армия             | -      | -       | -       | -          |
| 01.11.1944 года | Карельский фронт     | 7-я армия             | -      | -       | -       | -          |
| 01.12.1944 года | Резерв Ставки ВГК    | 7-я армия             | -      | -       | -       | -          |
| 01.01.1945 года | Резерв Ставки ВГК    | 7-я армия             | -      | -       | -       | -          |
| 01.02.1945 года | Резерв Ставки ВГК    | 9-я гвардейская армия | -      | -       | -       | -          |
| 01.03.1945 года | 2-й Украинский фронт | 9-я гвардейская армия | -      | -       | -       | -          |
| 01.04.1945 года | 3-й Украинский фронт | 9-я гвардейская армия | -      | -       | -       | -          |
| 01.05.1945 года | 3-й Украинский фронт | 9-я гвардейская армия | -      | -       | -       | -          |

## Награды и наименования
| Награда              | Дата | За что получена |
| -------------------- | ---- | --------------- |
| Орден Красной Звезды | ??   | ??              |